# Washburn Guitars

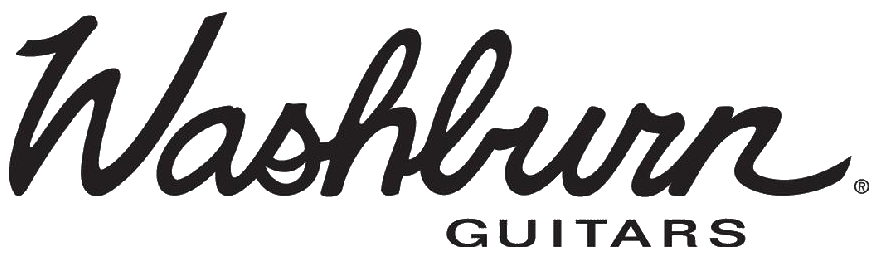
Logo.

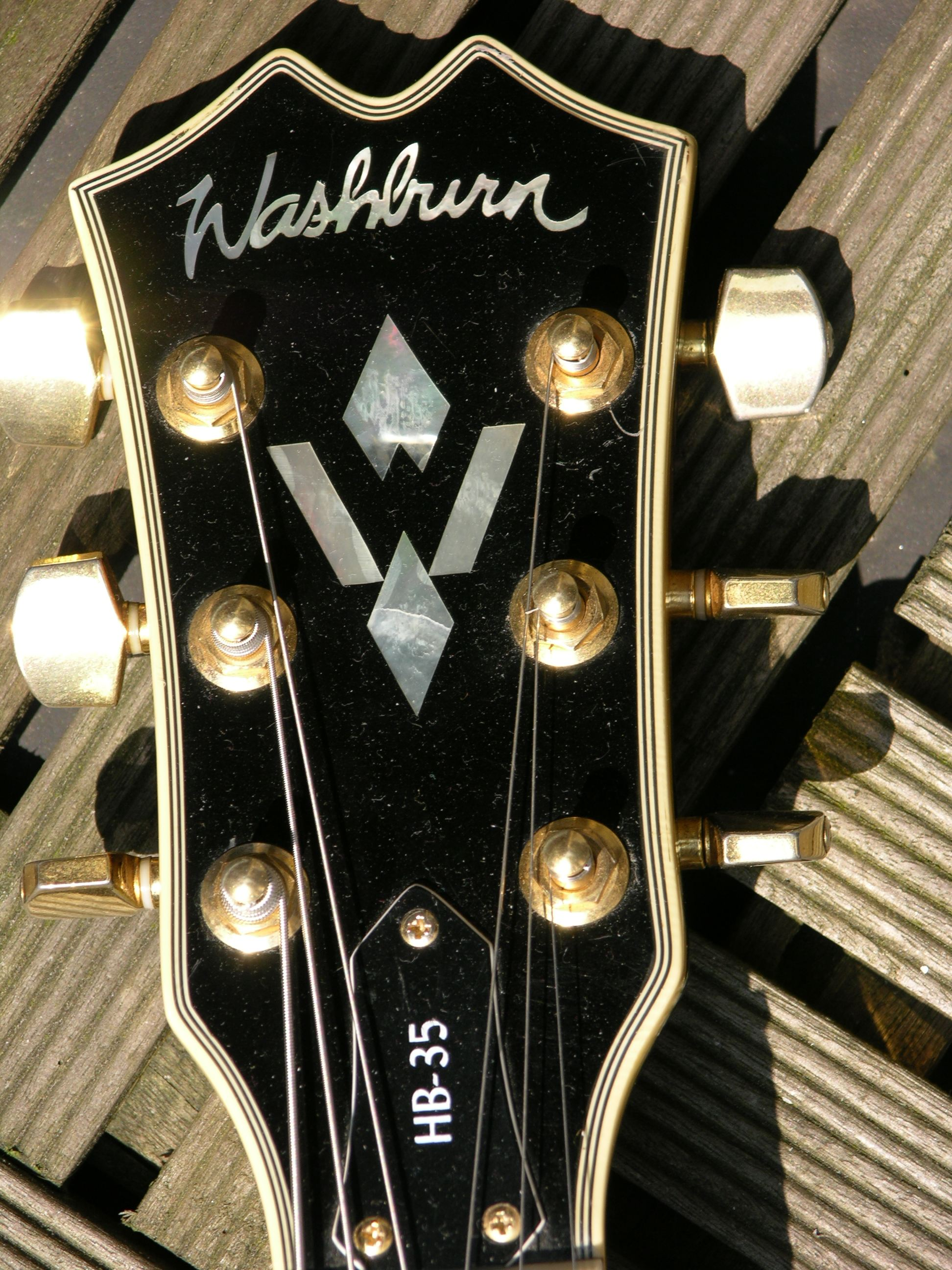
La paletta di una chitarra Washburn

La Washburn Guitars è un'industria produttrice di strumenti musicali (fondata nel 1883 a Chicago, Illinois). La Washburn è famosa per i suoi contributi innovativi nell'ambito della creazione di chitarre elettriche e acustiche, e bassi elettrici e acustici.

## Principali artisti
- Brian May (Queen)
- Nuno Bettencourt (Extreme, Mourning Widows e solista)
- Arif Sami (Vials Of Wrath)
- Roger Waters (Pink Floyd e solista)
- Jonathan Donais (Shadows Fall)
- Steve Kaftal (Etoufee, San Diego)
- Dan Donegan (Disturbed)
- Scott Ian (Anthrax)
- Joey Plesh (Creep)
- Dimebag Darrell (Pantera)
- Don Clark (Demon Hunter)
- Bakithi Kumalo
- John Bell (Widespread Panic)
- Bootsy Collins
- Paul Stanley (Kiss)
- Matt Skiba (Alkaline Trio)
- Patrick Fannin
- Ben Champagne
- Rick Savage (Def Leppard)
- Joe Trohman (Fall Out Boy)
- Mark James Klepaski (Breaking Benjamin)
- Akira Nakayama (Plastic Tree)
- Kirk Hammett (Metallica)

## Modelli
- Nuno Bettencourt
- Dan Donegan Signature Model
- Bootsy Collins Space bass
- Dimebag Darrel